# Borgo Vecchio (Palermo)
Borgo Vecchio è la venticinquesima unità di primo livello di Palermo, compresa nell'VIII Circoscrizione. È situata nella zona centrale della città. 

## Storia
Il borgo nasce nel XV secolo come nucleo abitato extra-urbano, popolato da marinai e pescatori provenienti dai rioni Kalsa e La Loggia per lavorare nel nuovo porto di Palermo e nella tonnara di San Giorgio posseduta dal senato cittadino. Inizialmente si estendeva in un'area compresa tra la chiesa di Santa Lucia - ragion per cui era usualmente denominato "borgo di Santa Lucia" - e la Porta San Giorgio, in corrispondenza dell'odierna Piazza XIII Vittime. Nel corso del tempo ha ospitato le botteghe di commercianti da altre zone d'Italia, in maggior misura dalla Lombardia, trasferitisi nel capoluogo siciliano per le possibilità di lavoro offerte dal porto istituito nel 1567. Ha rappresentato una realtà indipendente e ben lontana dalla vita cittadina per molti secoli, fino ad essere annesso al tessuto urbano nella seconda metà dell'Ottocento, durante l'espansione di Palermo verso nord.
Nonostante la saldatura al ricco quartiere Politeama, espressione della classe aristocratica prima e di quella borghese in seguito, il borgo ha mantenuto un carattere fortemente periferico e ancora oggi si qualifica come una zona marginale e isolata rispetto al resto della metropoli. 

## Monumenti e luoghi d'interesse
La principale attrazione del Borgo è costituita dal suo mercato storico, in cui si distinguono varie aziende artigianali tradizionali legate alla lavorazione del legno e del ferro, oltre che le officine meccaniche. La porzione legata alla vendita alimentare risulta influenzata, come gli altri mercati secolari di Palermo, dalla dominazione islamica e rappresenta oggi una realtà culturale folkloristica di notevole importanza per l'identità del nucleo abitato. 

## Società
In epoca contemporanea, Borgo Vecchio è stato interessato da un fenomeno di gentrificazione che ha visto la crescita della presenza giovanile e turistica nelle ore notturne, grazie al consistente numero di pub, taverne e ristoranti aperti al suo interno, così come al successo del modello del b&b per lo sfruttamento degli immobili. L'area rimane tuttavia caratterizzata da condizioni socio-economiche generalmente basse e in totale contrasto rispetto al resto del centro palermitano, dove sorgono i quartieri della classe borghese. 

### Associazioni
- Dipingi la Pace[8] è un'associazione di ispirazione antimafia[9], con sede a Borgo Vecchio, che svolge azione di prevenzione per i giovani dei quartieri disagiati di Palermo[10].